# I liga polska w piłce nożnej plażowej (2017)
I liga piłki nożnej plażowej 2017 – 6. edycja rozgrywek drugiego poziomu ligowego piłki nożnej mężczyzn w Polsce, przy czym jest to 5. edycja z podziałem na dwie grupy.

## Gospodarze boisk
| Miasto   | Grupa      | Zdjęcie |
| -------- | ---------- | ------- |
| Chodecz  | południowa |         |
| Chodecz  | północna   |         |
| Lublin   | południowa | -       |
| Sztutowo | północna   |         |

## Grupa południowa

### Drużyny
| Uczestnicy poprzedniej edycji                                                                                 | Uczestnicy poprzedniej edycji       | Uczestnicy poprzedniej edycji | Uczestnicy poprzedniej edycji |
| --- | ----------------------------------- | ----------------------------- | ----------------------------- |
| UKS | UKS Milenium Gliwice                | 3                             |                               |
| ZGO | Zgoda Chodecz Beach Soccer Team     | 6                             |                               |
| BEC | Firtech Becpak Beckerarena Warszawa | 7                             |                               |
| FEN | Feniks Opoczno                      | 9                             |                               |
| Oznaczenia: - kolumna pierwsza – skróty nazw drużyn, - kolumna trzecia – miejsce zajęte w poprzednim sezonie. |                                     |                               |                               |

### Tabela łączna
| Miejsce | Drużyna                         | Mecze | Punkty | Zwyc. | Zw.pd. | Por. | Bramki |
| ------- | ------------------------------- | ----- | ------ | ----- | ------ | ---- | ------ |
| 1.      | UKS Milenium Gliwice            | 6     | 15     | 5     | 0      | 1    | 53-19  |
| 2.      | Silesia Firtech Becpak Warszawa | 6     | 15     | 5     | 0      | 1    | 43-18  |
| 3.      | Zgoda Chodecz Beach Soccer Team | 6     | 6      | 2     | 0      | 4    | 29-38  |
| 4.      | Feniks Opoczno                  | 6     | 0      | 0     | 0      | 6    | 11-61  |

## Grupa północna

### Drużyny
| Drużyna               | Sezon |
| --------------------- | ----- |
| Dragon Bojano         | 4     |
| Pro-Fart Głowno       | 6     |
| Red Devils Chojnice   | 3     |
| Sokół Sokółka         | 1     |
| Sztutozzeria Sztutowo | 1     |

### Tabela łączna
| Miejsce | Drużyna               | Mecze | Punkty | Zwyc. | Zw.pd. | Zw.pk. | Por. | Bramki |
| ------- | --------------------- | ----- | ------ | ----- | ------ | ------ | ---- | ------ |
| 1.      | Red Devils Chojnice   | 7     | 15     | 5     | 0      | 0      | 1    | 36-24  |
| 2.      | Pro-Fart Głowno       | 7     | 14     | 4     | 1      | 0      | 2    | 44-25  |
| 3.      | Dragon Bojano         | 7     | 13     | 4     | 0      | 1      | 2    | 34-30  |
| 4.      | Sztutozzeria Sztutowo | 7     | 3      | 1     | 0      | 0      | 6    | 22-39  |
| 5.      | Sokół Sokółka         | 4     | 0      | 0     | 0      | 0      | 4    | 3-21   |